# Fabronia motelayi
Fabronia motelayi là một loài Rêu trong họ Fabroniaceae. Loài này được Renauld & Cardot mô tả khoa học đầu tiên năm 1898.